# Крапла
Крапла (або Крабла) (ісл. Krafla) — кальдера (кратер великих розмірів) в ісландському регіоні Нордурланд-Ейстра, шириною у діаметрі 10 км, із зоною тріщини довжиною 90 км. Ця велика казаноподібна десятикілометрова кальдера розташована на півночі Ісландії, в районі Мюватн. Найвища вершина Крапли сягає 818 метрів.
Крапла включає один з двох найвідоміших Віті-кратерів Ісландії, другий є частиною вулкану Аск'я. Ісландське «víti» означає пекло. В давні часи люди часто вірили, що пекло знаходиться під вулканами. У середині кратера міститься зелене озеро.
Крапла включає теж Наумаф'ятль, геотермальну зону з киплячими грязьовими ставками і паруючими ущелинами (фумаролами).
Протягом 1724-1729 років тут спостерігалися так звані «вогні Мюватн». Безліч тріщин розкрилися і фонтани лави могли спостерігатися навіть з півдня острова. Потік лави знищив 3 ферми поблизу села Рейк'яглід, але люди не постраждали.
Останнє вулканічне виверження Крапли було 1984 року.
З 1977 року геотермальна енергія почала використовуватися у новозбудованій 60 МВ геотермальній електростанції.

## Галерея

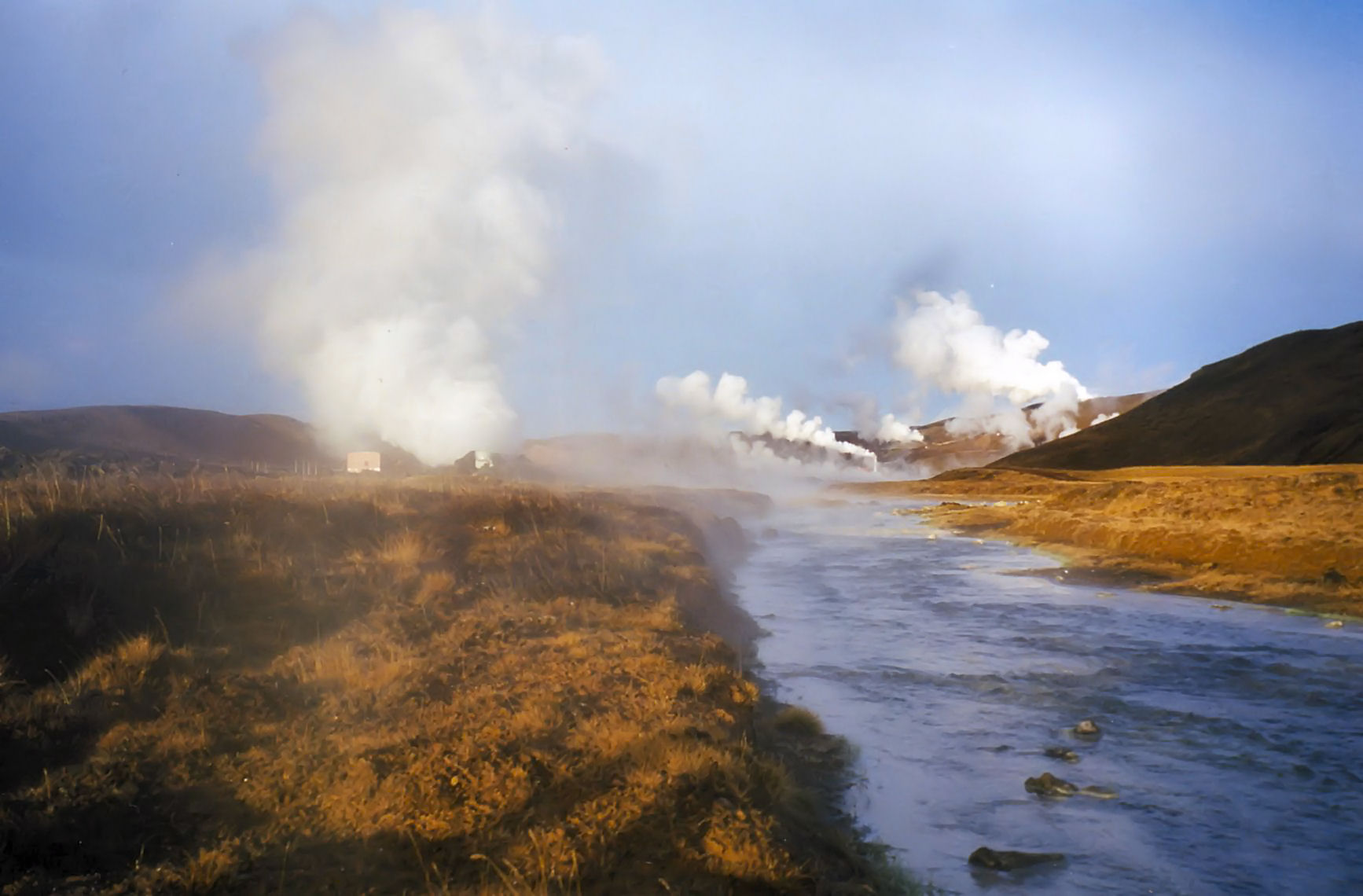
Вулканічна зона кальдери Крапла
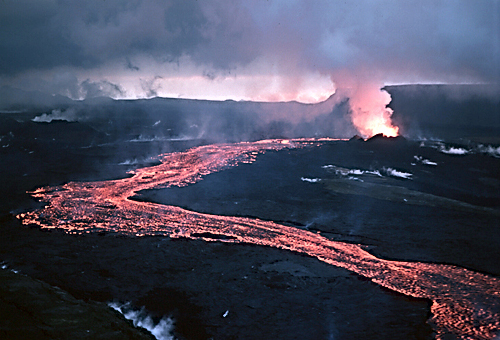
Потоки лави під час хребтового виверження на Краплі у 1984 році
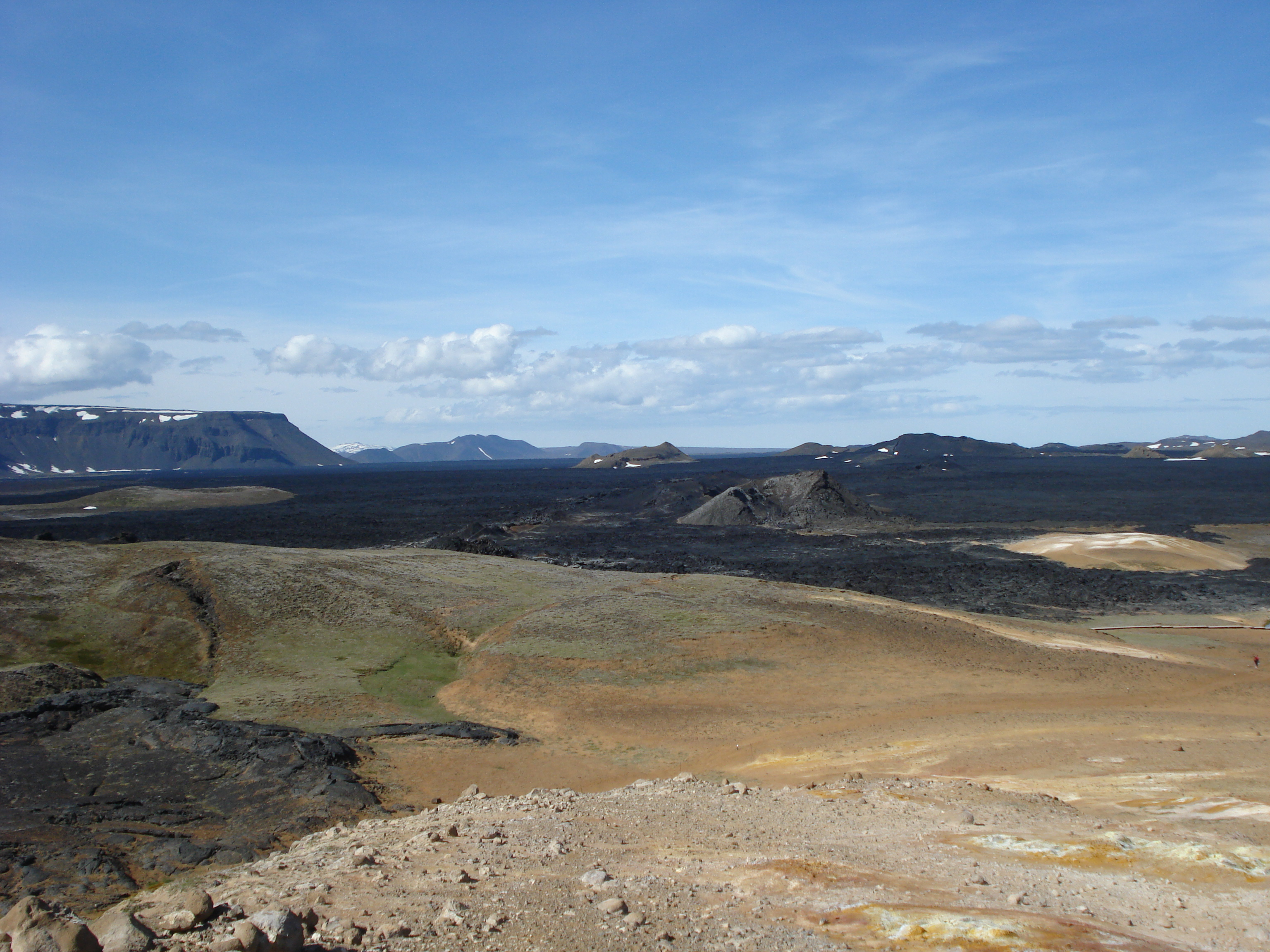
Поле лави
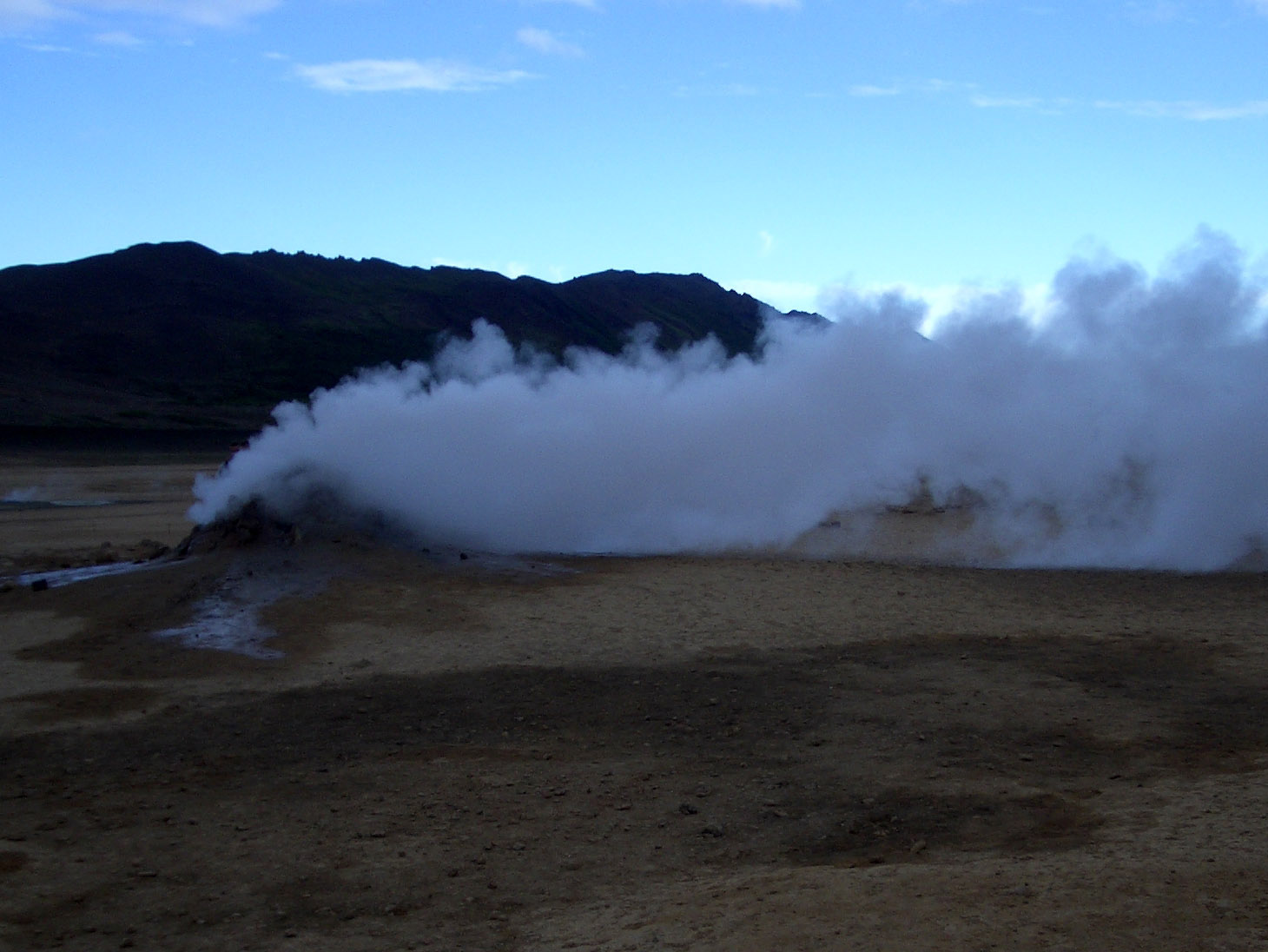
Випаровування на Краплі
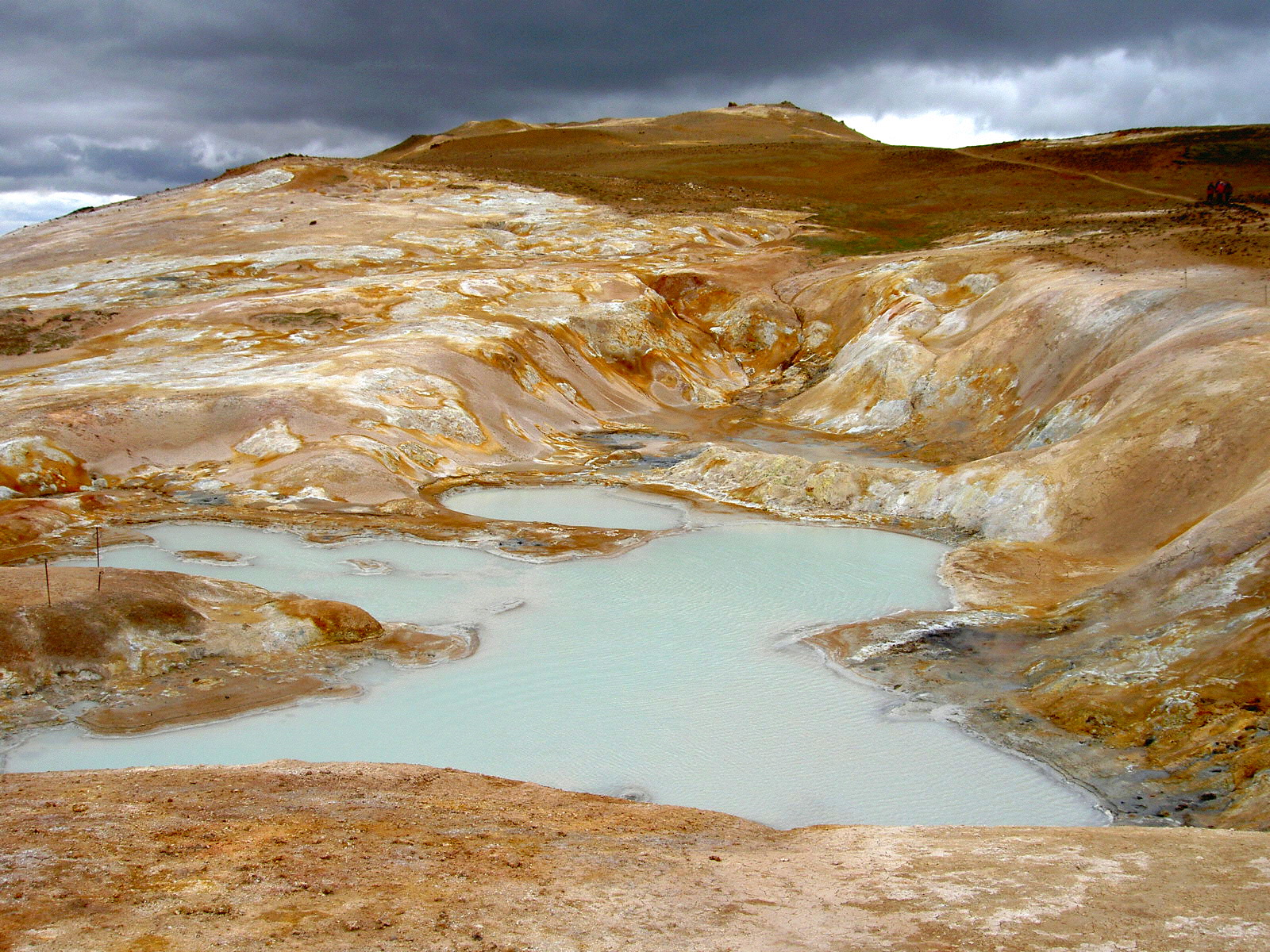
Озеро сірки на Краплі
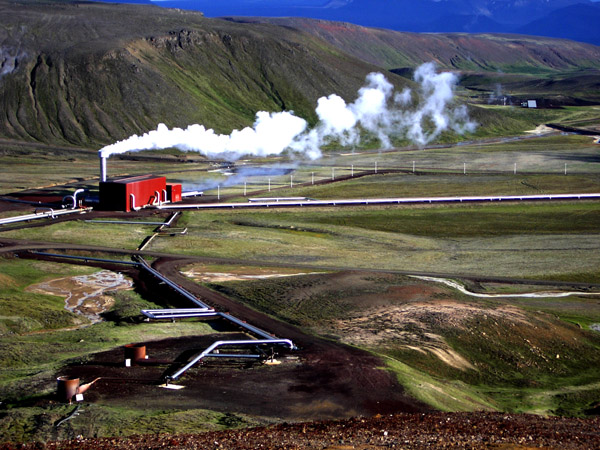
Геотермальна станція на Краплі
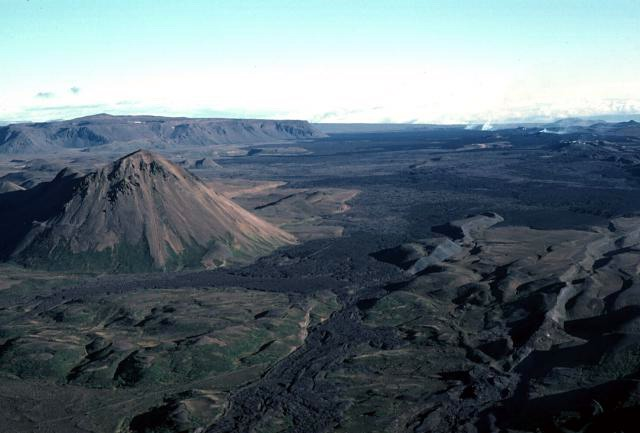
Вид на кальдеру Крапла у 1984 році